# Апорт (сорт яблук)
Апорт — сорт яблук. Поширений в південних регіонах середньої смуги (Північний Кавказ, Заілійський Алатау) з прохолодною, але нетривалою зимою і теплим спекотним літом.
Шкірка щільна, жовта або жовто-зелена з червоно-коричневим розписом; м'якоть розсипчаста з ніжним смаком. Належить до пізніх сортів, що дозрівають у вересні. Як і більшість пізніх сортів, він добре зберігається взимку. Найвідоміші яблуневі сади апорту розташовані в передмістях Алмати. Окремі яблука можуть бути розміром з дитячу голову.

## Монета

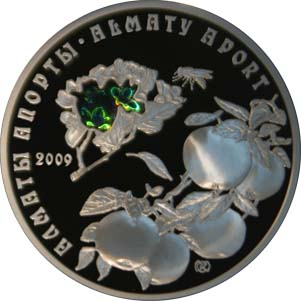
Пам'ятна монета

18 квітня 2009 року Національним банком Республіки Казахстан випущена пам'ятна монета із срібла номіналом 500 тенге, яка присвячена алматинському апорту.